# Chelonus pappi
Chelonus pappi är en stekelart som först beskrevs av Vladimir Ivanovich Tobias 1985.  Chelonus pappi ingår i släktet Chelonus och familjen bracksteklar. Inga underarter finns listade i Catalogue of Life.